# كرايغ دالريمبل
كرايغ دالريمبل هو لاعب كرة قدم كندي، ولد في 30 ديسمبر 1973 في Melton Mowbray ‏ في المملكة المتحدة. لعب مع Vancouver Whitecaps FC Residency ‏.